# 楊彥詢
杨彦询（872年—945年11月15日），字成章，唐朝末年至五代十国后梁、后唐、后晋官员，河中宝鼎县（今山西万荣县西南）人。
杨彦询父亲杨规，赠少师。杨彦询十三岁，事奉青州王师范，王师范好学，聚书万卷，因杨彦询聪明，让他掌管。长大后，更加亲信，委任他监护郡兵。梁将杨师厚攻下青州，杨彦询随王师范归降。王师范被杀，杨师厚领邺都，召他在麾下，主管接待宾客。晋王李存勖入魏州，归于晋王麾下。同光元年（923年）冬，后唐灭后梁，杨彦询升为引进副使，出使西川前蜀、淮南杨吴，升任内职。唐明宗时，为客省使、检校司徒，出使两浙吴越国而回，授德州刺史。唐末帝即位，改任羽林将军。当时石敬瑭镇太原，末帝猜忌他，以杨彦询谨厚，于是任命他为北京副留守、太原节度副使。清泰末年，以宋审虔为北京留守，石敬瑭不满，告知杨彦询。杨彦询怕石敬瑭失臣节，劝说他不要造反，石敬瑭不听，他的部将想要加害杨彦询，被石敬瑭劝阻。石敬瑭向契丹求救，契丹耶律德光在太原立石敬瑭为帝。石敬瑭任命杨彦询为齐州防御使、检校太保，不久改为宣徽使。石敬瑭入洛阳，灭后唐，杨彦询加左骁卫上将军兼职。天福二年（937年）秋，出任邓州威胜军节度使，一年后，入朝为宣徽使。天福四年（939年），出使契丹，也被耶律德光赏识。天福六年（941年）春，授任为邢州安国军节度使、检校太傅。当时镇州安重荣有不臣之心，杨彦询担心他作乱，石敬瑭至邺都，他上表请求入觐。石敬瑭派契丹责怪安重荣杀死辽国使者，移兵犯境，再派杨彦询出焉，派安重荣拦截，于是经过沧州进入契丹。耶律德光果然愤恨安重荣，杨彦询说明不是石敬瑭本意，如同家中恶子，无可奈何。后来听说安重荣造反，于是放还杨彦询。天福七年春，授华州镇国军节度使、检校太尉。在任二年，当地蝗旱，杨彦询开官仓救济州民。开运初年，因风痹授右金吾卫上将军，开运二年十月初八辛未日，在任上去世，年七十四岁。赠太子太师。